# Sacu
Sacu is een Roemeense gemeente in het district Caraș-Severin.
Sacu telt 1608 inwoners.